# De luiaards uit het vruchtbare dal
De luiaards uit het vruchtbare dal (Grieks: Οἱ τεμπέληδες τῆς εὔφορης κοιλάδας, Oi tembelides tis eforis koiladas) is een  Griekse filmkomedie uit 1978 onder regie van Nikos Panagiotopoulos. Hij won met deze film de Gouden Luipaard op het filmfestival van Locarno.

## Verhaal
Een vader en zijn drie zoons erven geld en een landhuis. Ze leiden aanvankelijk een idyllisch leventje, maar voeren gaandeweg almaar minder uit, totdat ze enkel nog slapen. De meid zorgt voor alles, terwijl de jongste zoon romantische ideeën gaat ontwikkelen over arbeid. Als hij uiteindelijk besluit om iets te gaan uitvoeren, raakt hij daardoor zo uitgeput dat hij in slaap valt.

## Rolverdeling
| Acteur                 | Personage |
| ---------------------- | --------- |
| Olga Karlatos          | Sofia     |
| Giorgos Dialegmenos    | Sakis     |
| Dimitris Poulikakos    | Nikos     |
| Nikitas Tsakiroglou    | Giannis   |
| Vasilis Diamantopoulos | Vader     |